# Zgornje Trušnje
Zgornje Trušnje (nemško Obertrixen) je naselje v Občini Velikovec v Okraju Velikovec na Koroškem v Avstriji.